# 1308年法國三級會議
1308年法國三級會議指的是法王腓力四世於1308年3月25日宣布召集的一次三級會議，其目的是針對聖殿騎士團的審判和定罪。會議最終於1308年5月5日至15日的圖爾舉行，並批准聖殿騎士團有罪。